# مايكل أراتا
مايكل أراتا (بالإنجليزية: Michael Arata)‏ مواليد 23 فبراير 1966، هو ممثل أمريكي بدأ مسيرته الفنية سنة 1970. بدأ التمثيل عندما كان في الرابعة من عمره.

## الأعمال
- ديجا فو
- مجرد حظي
- طريق المجد
- راي

## روابط خارجية
- مايكل أراتا على موقع IMDb (الإنجليزية)
- مايكل أراتا على موقع أول موفي (الإنجليزية)
- مايكل أراتا على موقع قاعدة بيانات الفيلم (الإنجليزية)